# Longissimus

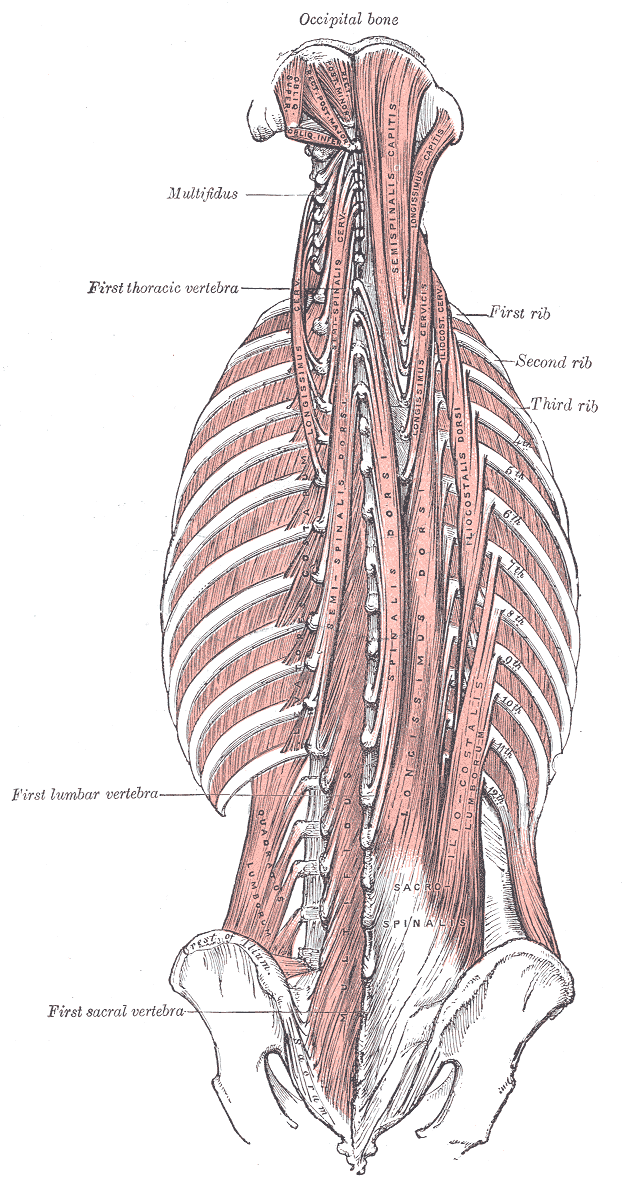
Ryggens djupa muskulatur. Bröstdelen av longissimus (longissimus thoracis) utgör den kraftiga, mellersta muskelpelaren till höger om ryggraden (här kallad "Longissimus dorsi"). Muskelns halsdel (longissimus cervicis) avlöser vid de översta revbenen. Huvuddelen (longissimus capitis) syns längst till höger i nacken.
Illustration: Gray's Anatomy, 1918. (PD)

Longissimus (latin: musculus longissimus, "den längsta muskeln") är, i människans kropp, en parig skelettmuskel som sträcker sig längs med ryggraden (columna vertebralis) över bröstkorgens (thorax) och nacken (nucha) upp till  nackbenet (os occipitale).
Longissimus ligger lateralt om m. spinalis och m. semispinalis men medialt om m. iliocostalis. Tillsammans med dessa muskler utgör longissimus den komplexa övre delen av det muskelsystem, m. erector spinae, som stabiliserar och manövrerar ryggraden. Longissimus har därmed som helhet ett gemensamt ursprung med dessa muskler i tarmbenskammen (crista iliaca), korsbenet (os sacrum) och i de lägre ländkotornas (vertebrae lumbales) taggutskott (proc. spinosi).

## Longissimus thoracis
I ländryggen (dorsum, pars lumbalis) är longissimus fortfarande sammanflätad med m. iliocostalis lumborum. Några fibrer fäster i sakral- och ländkotorna (vertebrae sacrales et lumbales, S4-L1) taggutskott, andra i de lägre bröstkotornas (vertebrae thoracicae, T12-7) tvärutskott (proc. transversi) samt i bindvävshinnan fascia thoracolumbalis.
I bröstryggen (dorsum, pars thoracica) fäster muskeln med runda senor i änden på länd- och bröstkotornas tvärutskott och med köttiga grenar i tolfte till andra revbenets (costae) tuberkler och vinklar (anguli costae).

## Longissimus cervicis
I halsryggen (dorsum, pars cervicalis) är longissimus belägen medialt om m. latissimus dorsi. Här sträcker sig muskeln med långa, smala senor från ändarna på de översta fem eller sex bröstkotornas (T6-1) tvärutskott till de bakre tuberklerna på tvärutskotten på de lägre halskotorna (vertebrae cervicales, C7-2).

## Longissimus capitis
I nacken har capitis sitt ursprung mellan cervicis och m. semispinalis capitis. Den sträcker sig från tvärutskotten på de övre bröstkotorna och lägre halskotorna (T3-C3) till mastoidutskottet (proc. mastoideus) på nackbenet.